# NGC 3912
NGC 3912 је спирална галаксија у сазвежђу Лав која се налази на NGC листи објеката дубоког неба.
Деклинација објекта је + 26° 28' 49" а ректасцензија 11h 50m 4,5s. Привидна величина (магнитуда) објекта NGC 3912 износи 12,6 а фотографска магнитуда 13,4. Налази се на удаљености од 30,0000 милиона парсека од Сунца. NGC 3912 је још познат и под ознакама NGC 3899, UGC 6801, MCG 5-28-37, CGCG 157-41, IRAS 11474+2645, PGC 36979.